# Gaztelugatxe
Gaztelugatxe (spanyolul: Gaztelugache) egy kis sziklás félsziget az észak-spanyolországi Bermeo és Bakio között. Korábban sziget volt, de ma már egy keskeny sáv köti össze a szárazfölddel, ahol egy (csak gyalog járható) kőhíd is végigvezet. Különleges látványa miatt kedvelt turisztikai célpont, amely egész évben ingyenesen látogatható.

## Leírás
Gaztelugatxe a baszkföldi tengerparton található, közigazgatásilag Bermeo község részét képezi. Megközelítése (a vízi úton kívül) csak gyalog lehetséges, nagyjából háromnegyed-egy órás gyaloglással, jelentős szintkülönbséget (241 lépcsőfokot) legyőzve.
Neve a baszk nyelvből származik, és az biztos, hogy az eleje a gaztelu („vár(kastély)”) szó, de a folytatás eredetére már két különböző magyarázat létezik. Az első szerint az aitz („szikla”), a másik szerint a gatxe („durva”, „nehéz”) szó rejtőzhet benne.
A jórészt kopár, sziklás terület legmagasabb pontján áll a Keresztelő Szent János-kápolna. Ez az év legnagyobb részében zárva van, csak vallási és turisztikai események alkalmával nyit ki. Eredetileg még a 9. században épült, de azóta számos alkalommal érintette tűzvész, háború és kifosztás, így a ma is látható épület már nem az eredeti.
Szent Jánosnak nagy kultusza van a térségben: június 24-én a bermeói lakosok közül sokan vesznek részt azon a hagyományos zarándoklaton, amely városukból indul és ehhez a kápolnához tart. De az év más napjain (július 31-én, augusztus 29-én és december 30-án) is ünneplik a szentet a közeli településeken, sőt, a kápolnánál gyakran láthatjuk a munkába induló bermeói halászok Szent Jánosnak szánt felajánlásait is. Létezik egy olyan „legenda”, amely szerint aki háromszor megkondítja a kápolna harangját, annak egy kívánsága teljesülni fog. A harangozást ezért a turisták nagy számban is kipróbálják. Egy másik „legenda” úgy tartja, hogy 1963-ban egy Begoñai Szűzanya-szobrot süllyesztettek el a tengerben a sziget partjainak közelében, ami miatt többen az év bizonyos napjain virágadományokat hoznak a helyszínre.
Gaztelugatxe arról is ismert, hogy itt forgatták a Trónok harca 7. évadának bizonyos jeleneteit. Sokan tartják kiváló esküvői helyszínnek, még néhány „híresség” is itt kötött házasságot, például Ane Igarteburu televíziós személyiség.

## Képek

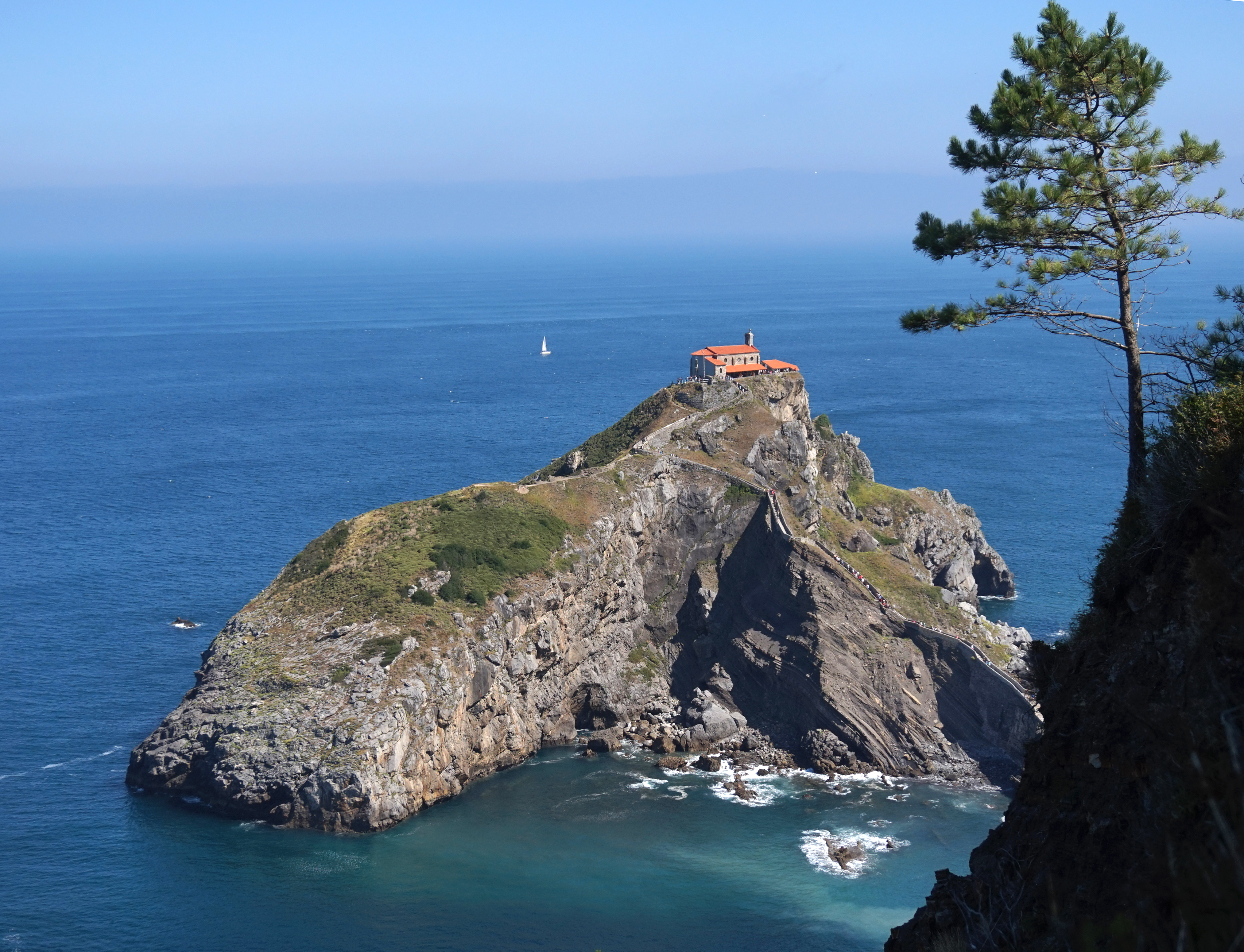
A sziget látképe
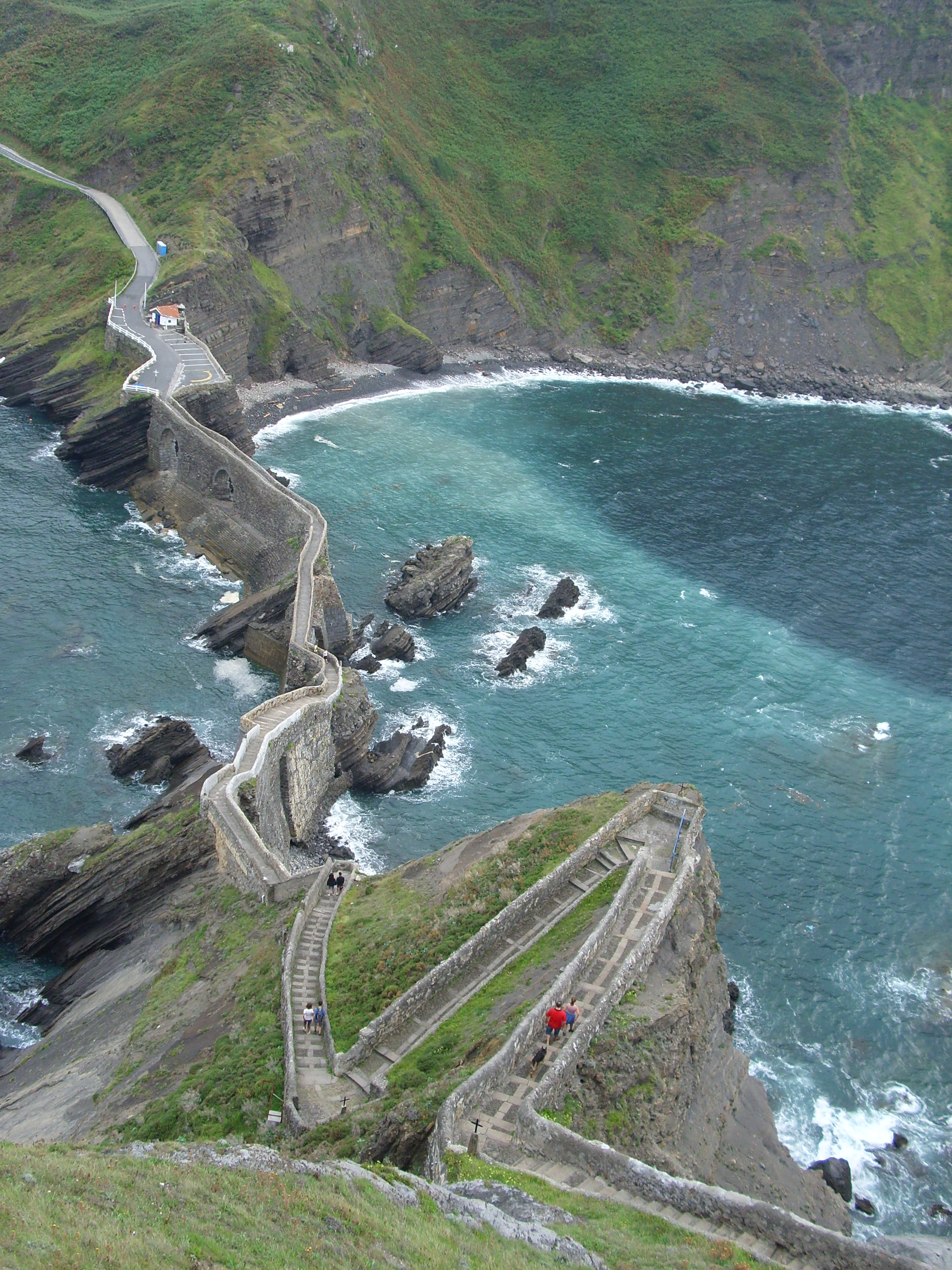
A sziget összeköttetése a szárazfölddel
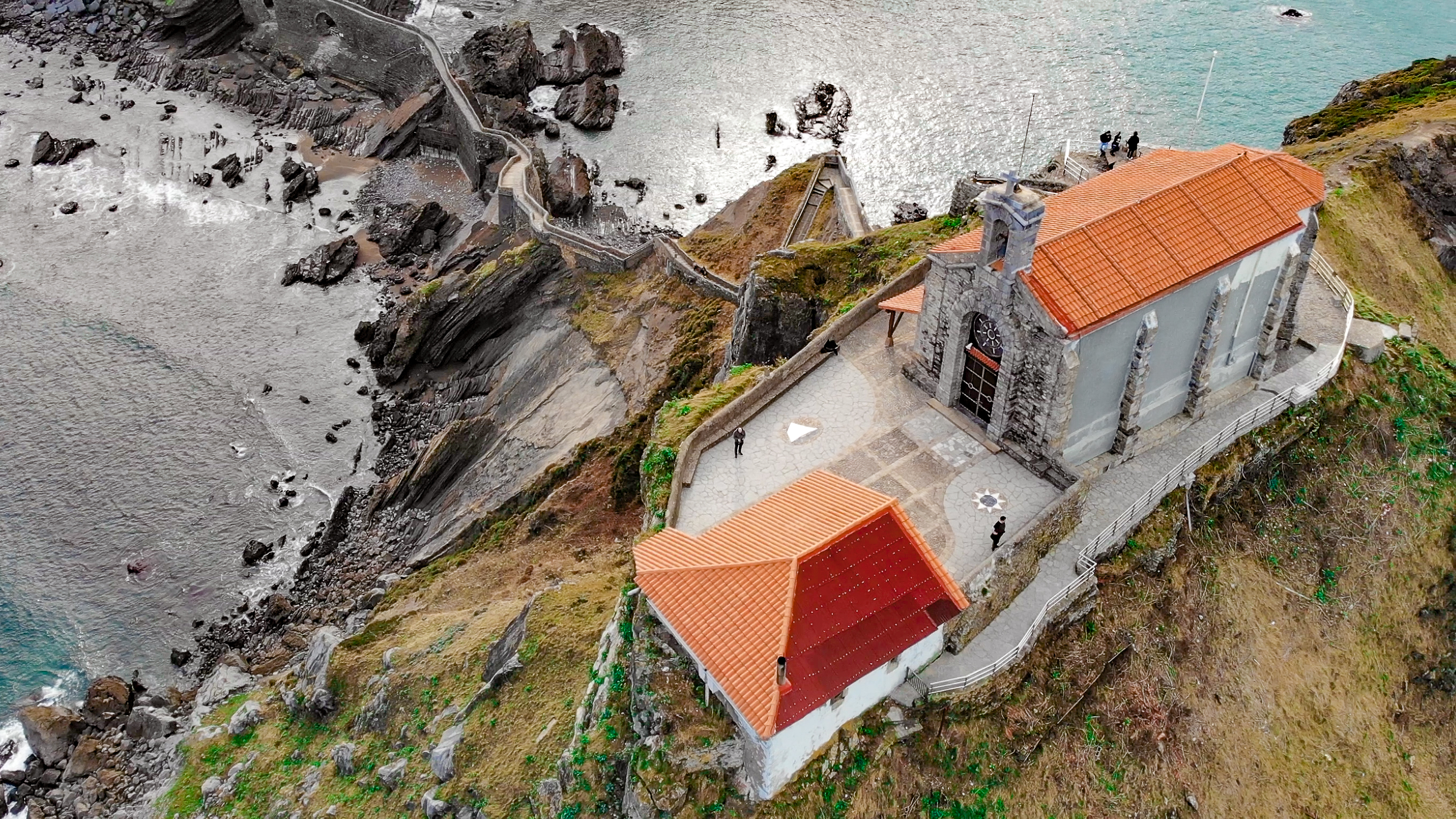
A Szent János-kápolna
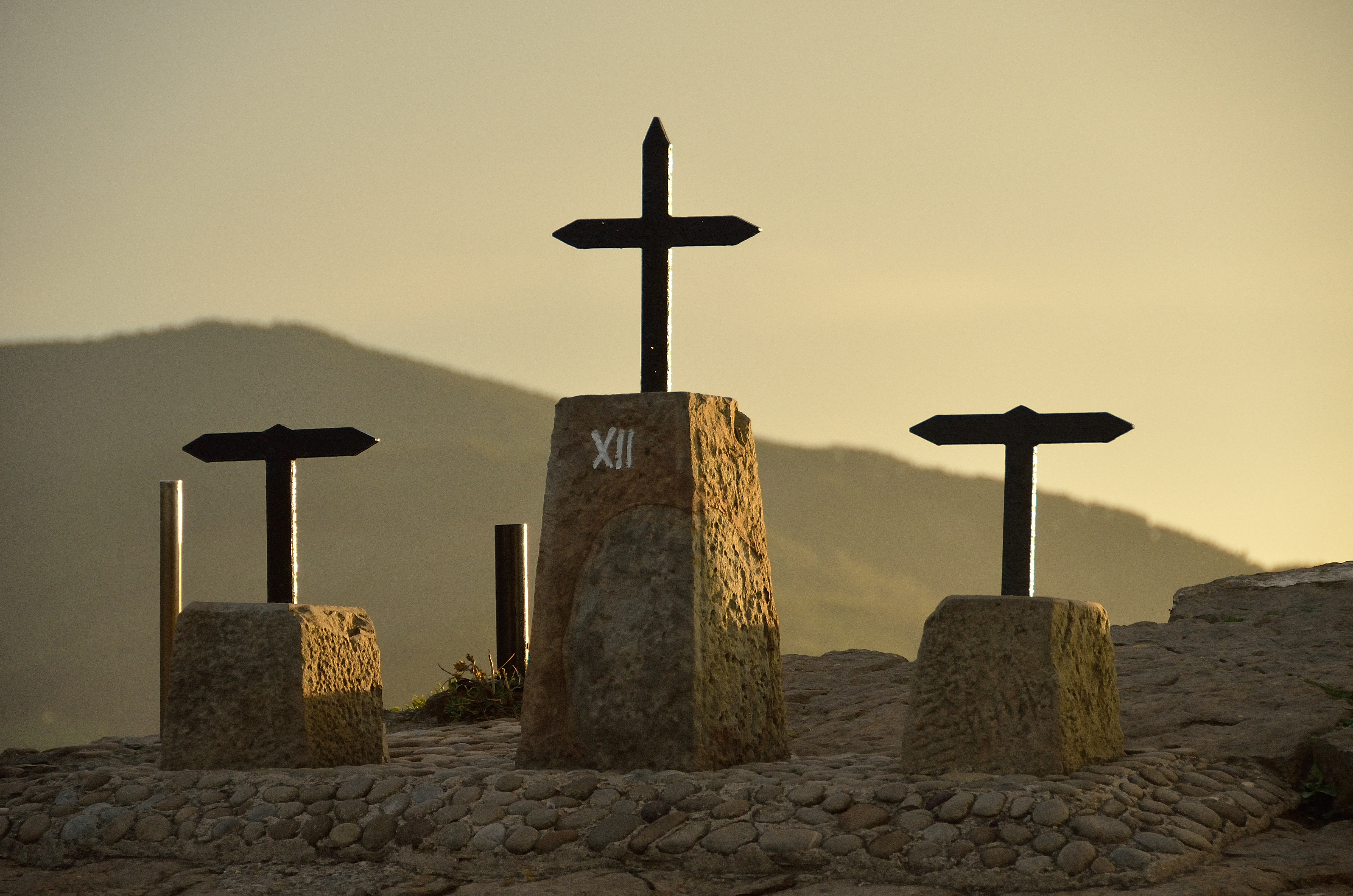
Három kereszt naplementekor